# Zynaps
Zynaps est un jeu vidéo de type shoot'em up édité par Hewson Consultants sur ZX Spectrum, Amstrad CPC et Commodore 64 en 1987, et pour Atari ST et Amiga en 1988.

## Accueil
Zynaps reçoit de bonnes critiques pour l'ensemble de ses versions. Sur Amiga et Atari ST, Generation 4 lui donne la note 90 %. Commodore User lui donne la note de 8/10 pour les versions Amiga et C64.